# Bundesdruckerei
La Bundesdruckerei (abrv. BDr) o Imprenta Federal (oficialmente Bundesdruckerei Gruppe GmbH) es una entidad pública empresarial alemana, con sede en Berlín, encargada del desarrollo y fabricación de distintos documentos públicos con medios de seguridad gráficos, magnéticos, electrónicos o, en las últimas décadas, biométricos, como también los accesorios y servicios relacionados.
Es la entidad principal que fabrica en Alemania los papeles moneda, pasaportes, documentos de identidad y de residencia, sellos postales, visados, bonos y acciones bancarias, timbres fiscales, hojas de papel notarial, permisos de conducir y de circulación, y distintas licencias oficiales (de aviación, de navegación, etc.), entre otros. También es encargada de la emisión de certificados digitales, documentación electrónica, software de verificación de identidad, lectores de tarjetas de identificación y servicios de centro de confianza (TCS). En muchos aspectos, es la entidad homóloga de la FNMT española.
En 2015, la Bundesdruckerei ganó la licitación de la Organización de Aviación Civil Internacional (OACI) para ser la entidad proveedora a nivel mundial del Directorio de Claves Públicas (ICAO PKD), la base de datos que contiene las claves criptográficas para la autentificación de los pasaportes electrónicos. Las actividades de la entidad fuera de Alemania son responsabilidad de la filial Bundesdruckerei International Services, responsable de algunos de los elementos de seguridad implementados por la banca internacional y que a lo largo de los años ha facilitado papel para documentos, láminas de policarbonato y resto de elementos y accesorios a otros países, incluyendo algunos países latinoamericanos. Todo ello hace que la Bundesdruckerei se haya convertido en una de las imprentas nacionales más relevantes a nivel internacional.
La Bundesdruckerei comparte el desarrollo y fabricación de muchos de estos productos, incluyendo los billetes de euro, con Giesecke+Devrient (G+D), de las mayores multinacionales de tecnologías de seguridad documental y medios de pago, con sede en Múnich, con la que mantiene colaboraciones en proyectos nacionales y europeos. Ninguna de las dos se dedica a la acuñación de monedas, tarea llevada a cabo por varias empresas estatales, cada una en representación de una o más de las regiones alemanas.

## Historia
Fundada el 6 de julio de 1879 como resultado de la fusión de dos «reales imprentas» prusianas de la época, la imprenta nacional alemana recibía el nombre de Reichsdruckerei (Imprenta del Reich) durante 66 años, hasta finales de la Segunda Guerra Mundial. Al principio, se dedicó aparte de la impresión de documentos oficiales (papel moneda, registros de propiedad y patentes, sellos postales, bonos bursátiles y validación de títulos de nobleza) también a la impresión de la primera guía telefónica de Berlín y la reproducción de distintas obras de arte. 
Al comenzar la Primera Guerra Mundial, grandes cantidades de las monedas en circulación fueron confiscadas a favor del Tesoro de Guerra del Reich. Con el fin de ahorrar los metales preciosos usados en la producción de monedas, se emitieron «comprobantes de préstamo» (Darlehnskassenscheine) con valores determinados, así como grandes cantidades de los llamados «billetes del Reich». Aquello hizo necesario cambiar el costoso proceso de grabado a buril por la más potente y asequible impresión en relieve. Con la agudización de la inflación durante la posguerra, la demanda de estos productos fue en aumento, tanto que en 1922, más de 8600 empleados de la Reichsdruckerei se dedicaban únicamente a la producción de billetes y bonos. Los distintos 57 tipos de billetes se producían «a granel» en enormes rollos de papel mediante impresión rotativa, lo cual empeoró todavía más el estado del mercado.
Durante la Segunda Guerra Mundial, se produjeron daños importantes a las instalaciones de la Reichsdruckerei, aunque la producción no se vio interrumpida hasta el 21 de junio de 1944, cuando un ataque aéreo aliado incendió la totalidad de suministros de papel para billetes. Un intenso bombardeo posterior (el 3 de febrero de 1945) destruyó la mitad de las instalaciones administrativas y de producción.
En los años posteriores al final de la guerra, la entonces rebautizada como Imprenta Estatal para la Administración Municipal (Staatsdruckerei in Magistratsverwaltung) retomó sus actividades con gran sentido de urgencia. Con las relaciones entre los aliados occidentales y la Unión Soviética tensándose cada vez más, británicos y estadounidenses fomentaron la creación de una segunda imprenta estatal, en el oeste de Alemania. Con este fin, se abrió una sucursal en Fráncfort, que luego se trasladaría a la cercana Neu-Isenburg. El 1 de septiembre de 1949, tras establecerse de facto la división entre las dos Alemanias, la sede de Correos y Telecomunicaciones asumió la dirección de las oficinas de Berlín y Fráncfort en nombre de la República Federal de Alemania (RFA). En 1951, la RFA y la municipalidad de Berlín ratificaron el acuerdo de propiedad de la imprenta estatal, convirtiéndose en la actual Imprenta Federal (Bundesdruckerei). En 1952, se fundó la oficina de Bonn (capital de la RFA) con más de 150 empleados.
En 1955, por primera vez desde la Segunda Guerra Mundial, la imprenta nacional alemana volvió a imprimir papel moneda, al principio con los billetes de 5 marcos alemanes. Hasta ese momento, la moneda de la República Federal se fabricaba en el Reino Unido, Estados Unidos y Francia. Dos años después, la oficina central de la Bundesdruckerei se trasladó a Berlín, su sede definitiva hasta la actualidad. A partir de 1959, empezó a emitir los nuevos billetes de 50 marcos, y poco después los de 10 marcos. Los demás billetes fueron encargados al Instituto Tipográfico Giesecke & Devrient de Múnich (la actual G+D).
Con la introducción de la tarjeta de identidad federal en 1960, la Bundesdruckerei volvió a fabricar también documentos de identidad. Fue también el año de sus primeros negocios internacionales, principalmente con Venezuela, con la producción de pasaportes, sellos, etiquetas postales y timbres fiscales para bebidas alcohólicas. En 1979, en el marco de las celebraciones del centenario de la fundación de la Bundesdruckerei, la Imprenta Federal fue encargada con la implementación de las nuevas normas internacionales de la OACI para documentos de identidad a prueba de falsificaciones.

### Finales del sigloXX
En abril de 1987, se emitieron las primeras tarjetas de identidad en formato ID-2 (las más longevas y últimas antes de la introducción de las tarjetas electrónicas más de dos décadas después), y en 1988 se emitió el primer pasaporte con la primera página dura con laminado de seguridad (llamada «tarjeta pasaporte»). Desde entonces, todos los pasaportes alemanes que se han emitido hasta la actualidad han sido fabricados en la misma sede de Berlín.
La reunificación alemana en 1990 creó una gran necesidad de documentos de identidad y billetes de la extendida República Federal de Alemania. Solo en 1991 se imprimieron unos 15 millones de documentos nacionales de identidad. Poco antes, en 1989, empezó a emitirse la cuarta y última serie del marco alemán, con numerosas características de seguridad novedosas para la época y un diseño más moderno. Fue la única serie de monedas que se usó en la reunificada República Federal de Alemania antes del paso al euro.
En 1997, la Bundesdruckerei, recién convertida en Bundesdruckerei GmbH (BDr), recibió el encargo para la producción del primer modelo europeo del permiso de conducir alemán. Las primeras tarjetas se emitieron a principios de 1999, año en el que la BDr recibió también su primer encargo para producir parte de la serie de los nuevos billetes de euro alemanes. A este fin, se construyó una nueva y completa línea de producción de papel moneda, con una importante inversión del Gobierno alemán.
Con el avance de la digitalización documental en la última década del siglo xx, la BDr resolvió dedicar una importante parte de sus recursos a las nuevas tecnologías. A tal fin, en 1998 se fundó D-TRUST GmbH, la filial encargada de las firmas digitales y los certificados digitales de confianza. Un año después, en 1999, se fundó la filial responsable de los grandes proyectos internacionales, la Bundesdruckerei International Services (BIS GmbH). Este mismo año, adquirió la empresa Maurer Electronics GmbH, un proveedor de dispositivos electrónicos y mecánicos de precisión para la personalización de documentos a prueba de falsificación, convirtiéndose en otra filial de Bundesdruckerei GmbH.

### SigloXXI
En el marco de la homologación europea de la documentación de vehículos privados, la BDr empezó en octubre de 2005 a emitir los nuevos permisos de matriculación y circulación a prueba de falsificaciones. Un mes después, en noviembre de 2005, se introdujo en Alemania el pasaporte electrónico, desarrollado en su totalidad por la Imprenta Federal. En noviembre de 2007, se inició la emisión de la segunda generación del pasaporte electrónico. Por primera vez en el mundo, se utilizó la característica de Control de Acceso Extendido para proteger las dos huellas dactilares almacenadas en él.  
En la CeBIT de 2008, Bundesdruckerei GmbH presentó la tarjeta Innosec Fusion, especialmente diseñada para el documento de identidad electrónico requerido por varios países europeos, capaz de mantener a largo plazo la seguridad de las transacciones telemáticas y la protección de la identidad de sus usuarios. Se trataba del primer desarrollo europeo a gran escala en el campo de la identidad electrónica. La BDr también ha estado suministrando tarjetas de identificación electrónicas a las autoridades federales, la policía federal y las fuerzas armadas alemanas desde abril de 2008.  
El 1 de noviembre de 2010, comenzó la emisión del documento de identidad electrónico tamaño tarjeta de crédito y, un año después, la del permiso de residencia europeo del mismo tamaño, expedido a ciudadanos no pertenecientes a la Unión Europea.
En 2015, Bundesdruckerei GmbH anunció que había ganado la licitación global de la OACI para desarrollar y operar los directorios de claves públicas necesarios para poder verificar la autenticidad de los documentos de viaje electrónicos de terceros países. Este proyecto, por su gran envergadura, se está llevando a cabo por varias entidades relacionadas con la BDr, a saber, D-TRUST, el consorcio Veridos y la empresa conjunta EGSP (Emirates German Security Printing).

#### Actualidad
El 1 de marzo de 2017, se empezó a emitir el «Pasaporte 3.0» (ePass 3.0), con cambios de diseño que incluyen el reemplazo de la tapa dura por una cubierta flexible y plegable, así como la eliminación de la página de datos laminada en favor de una tarjeta de policarbonato. El nuevo pasaporte contiene además numerosas innovadoras características gráficas y de seguridad.
En julio de 2020, se anunció la introducción del primer documento nacional de identidad en forma de una aplicación móvil (reemplazando por completo la necesidad del uso de una tarjeta). El Samsung Galaxy S20 sería el primer dispositivo móvil en poder tener integrada la aplicación, conocida como eID, gracias a la tecnología chipToday. El desarrollo, aún en fase de mejoras (enero de 2022), ha sido fruto de la colaboración entre Bundesdruckerei GmbH, Samsung Electronics, Deutsche Telekom y la Oficina de Seguridad de la Información del Gobierno federal. 
Aunque la BDr es responsable de la producción de todos los pasaportes alamanes, como contratista público ha equipado a 55 000 autoridades de registro alemanas con la infraestructura técnica y la logística necesaria. Aun así, para completar la fase final de la producción del pasaporte biométrico, que incluye la implementación de avanzadas técnicas de seguridad, los pasaportes deben pasar antes de su convalidación por la BDr en Berlín. Exentos son los pasaportes no biométricos (en su mayoría pasaportes para niños y provisionales), que, aunque también fabricados por la BDr, pueden ser expedidos directamente por la autoridad que ha cursado la solicitud (y por tanto tardan menos en emitirse).

## Historia mercantil

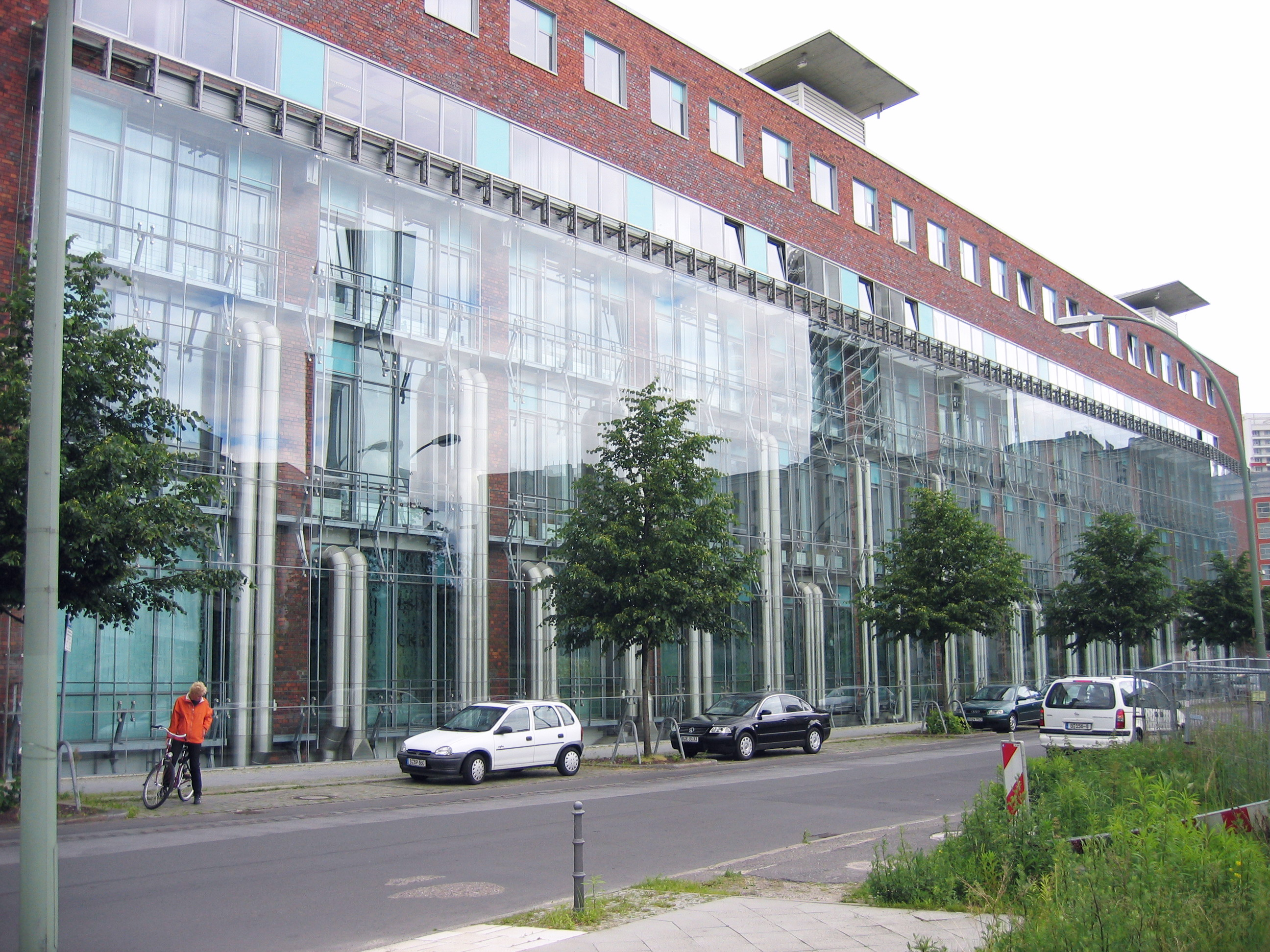
Imagen oficina corporativa

### Privatización
En 1994, el Gobierno federal resolvió privatizar la Imprenta Federal (hasta entonces una autoridad federal superior), convirtiéndola en una empresa privada con el propio Gobierno como único accionista (cosa posible según el derecho privado). Como resultado, el 1 de julio de ese año, la entidad se convirtió en sociedad de responsabilidad limitada (GmbH), que sería conocida en las próximas tres décadas por su nombre propio, Bundesdruckerei GmbH.
En 2000, el Ministerio Federal de Finanzas vendió el 100 % de sus participaciones en Bundesdruckerei GmbH a Apax Partners & Co., una multinacional de finanzas británica con sede en Múnich, que se convirtió en único propietario de la imprenta nacional y sus filiales (seis en total, incluida una polaca). En el marco de su adquisición y reorganización, estas entidades fueron agrupadas en un holding llamado Authentos GmbH, cumpliendo con la estrategia del Gobierno alemán de convertir la BDr en una entidad desvinculada de las autoridades públicas antes de comienzos del nuevo milenio.

### Insolvencia y renacionalización
En agosto de 2002, una masiva retirada de capital propio de la BDr, además del sobreendeudamiento de algunas de las entidades de Authentos GmbH, llevaron al grupo al borde de la insolvencia. Aquello se pudo evitar solo después de que accionistas, prestamistas y Gobierno acordaran su renuncia al cobro de la deuda. En septiembre del mismo año, el grupo Authentos pasó a manos de dos entidades gestoras —una empresa estatal de gestión de activos de Berlín y una empresa de gestión de patrimonio de Heidelberg— por el precio simbólico de un euro. Tras finalizar el período de gestión compartida de siete años, en 2009 se llevó a cabo el rescate de Bundesdruckerei GmbH por el Gobierno alemán, quien convirtió en capital propio los 310 millones de euros en préstamos realizados por las entidades gestoras del grupo.
En mayo de 2014, Bundesdruckerei GmbH (ya convertida en entidad pública empresarial) y G+D firmaron un acuerdo de fusión de sus correspondientes actividades en una entidad conjunta —Veridos GmbH— con el 60% de las acciones en manos de G+D, quien tendría el control exclusivo en virtud de la ley alemana de control de fusiones. Según el acuerdo, tanto G+D como Bundesdruckerei contribuirían con sus respectivas actividades en el extranjero, cada una acorde a su especialidad, experiencia y contactos. El consorcio participaría en licitaciones de gobiernos extranjeros para productos relevantes, como documentos de identidad, licencias de conducir y tarjetas sanitarias. La nueva empresa tendría su sede en Berlín, con una sucursal en Múnich, una planta de producción en Grecia y filiales en Canadá, México y Brasil, con lo que operaría en el mercado internacional independientemente de las dos empresas que la conforman. El acuerdo de fusión fue ratificado por la autoridad alemana responsable de la regulación de la competencia (Bundeskartellamt) —no sin dificultades—, resolviendo que Veridos no había alcanzado un tamaño crítico según la ley antimonopolio en negocios extranjeros ni supondría un deterioro de la competencia en negocios nacionales (básicamente porque no había ni se esperaba más entidades dedicadas a estas actividades).
A principios de agosto de 2015, la BDr se hizo con una participación mayoritaria del 52 % de genua GmbH, una empresa alemana experta en servicios de cortafuegos y VPN. En 2018 adquirió una participación aún mayor en dicha empresa, y el 1 de enero de 2020, previa aprobación de la oficina de regulación de la competencia, genua GmbH pasó a constituirse como filial de la BDr con el 100 % de las acciones.
Hacia finales de 2021, Bundesdruckerei GmbH se volvió a reestructurar como un holding y un konzern, que integra las demás entidades subsidiarias de la BDr, recibiendo su actual nombre de Bundesdruckerei Gruppe GmbH.